# الکسیس ژوزیک
الکسیس ژوزیک (به انگلیسی: Alexis Josic)Aljoša Josić (صربی: Аљоша Јосић)، شناخته شده در فرانسه به عنوان Alexis Josic (Bečej، پادشاهی صرب، کرواسی و اسلوونی، ۲۴ می ۱۹۲۱–۱۰ مارس ۲۰۱۱) یک معمار فرانسوی بود.
وی پسر نقاش صربستان،  ملادن ژوزیک، تحصیلات معماری در بلگراد را گذراند و در سال ۱۹۴۸ فارغ‌التحصیل شد. او به دلیل مخالفت با رژیم تیتو، به فرانسه مهاجرت کرد، و به زودی به جورج کاندیلیس و شادراک وودز پیوست. آنها در کنار هم اقدام به ایجاد شرکت کاندیلیس-جوزیک-وودز کردند. آنها با پروژه‌های خود برای Le Mirail، تولوز، و دانشگاه آزاد برلین مشهور شدند.
در سال ۱۹۶۵ او آتلیه ژوزیک را تأسیس کرد.

## کتابشناسی - فهرست کتب
- یورگن جودیکی، کاندیلیس، یوزیک، وودز ، یک دهه معماری و شهرسازی، و غیره. ایرولز، ۱۹۶۸، ص. ۲۲۴